# 印度洋棗螺
印度洋棗螺（学名：Bulla cruentata）为棗螺科棗螺屬下的一个种。